# Стояна
Стояна (рум. Stoiana) — село у повіті Клуж в Румунії. Входить до складу комуни Корнешть.
Село розташоване на відстані 342 км на північний захід від Бухареста, 27 км на північ від Клуж-Напоки.

## Населення
За даними перепису населення 2002 року у селі проживали 246 осіб.
Національний склад населення села:
| Національність | Кількість осіб | Відсоток |
| -------------- | -------------- | -------- |
| румуни         | 145            | 58,9%    |
| угорці         | 73             | 29,7%    |
| цигани         | 28             | 11,4%    |

Рідною мовою назвали:
| Мова      | Кількість осіб | Відсоток |
| --------- | -------------- | -------- |
| румунська | 174            | 70,7%    |
| угорська  | 72             | 29,3%    |